# Kościół Przemienienia Pańskiego w Katowicach
Kościół Przemienienia Pańskiego w Katowicach – rzymskokatolicki kościół parafialny parafii Przemienienia Pańskiego położony przy ulicy Sokolskiej w Katowicach, na terenie dzielnicy Śródmieście. Posługują w nim dominikanie, którzy w tym samym miejscu mają swój konwent.
Świątynia została wzniesiona w 1897 roku, a w latach 1975–1978 została gruntownie przebudowana. Zmodernizowany kościół poświęcił 3 września 1978 roku bp Herbert Bednorz, a 26 sierpnia 2012 roku przejęli go dominikanie.

## Historia

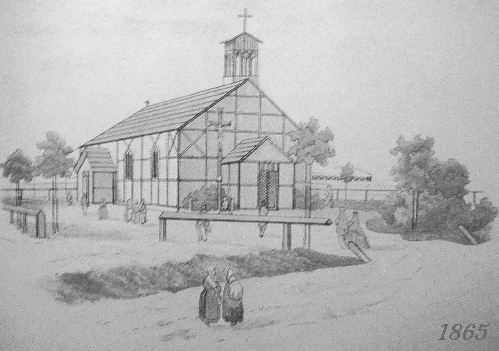
Pierwszy, tymczasowy kościół pw. Niepokalanego Poczęcia Najświętszej Maryi Panny w 1865 roku, przejęty w kolejnych latach przez starokatolików

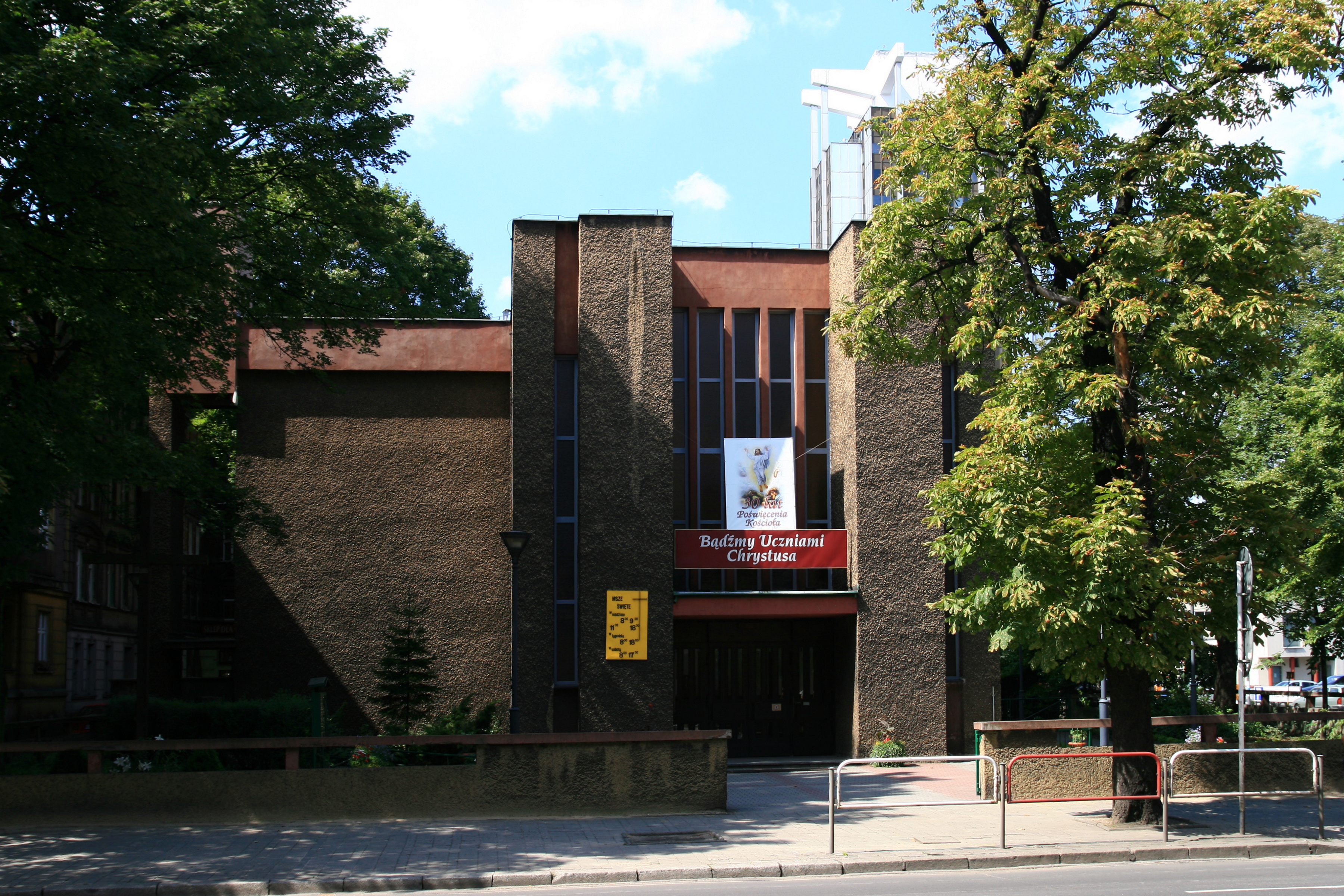
Kościół pw. Przemienienia Pańskiego w sierpniu 2008 roku

Kościół został wzniesiony w 1897 roku w stylu neogotyckim według projektu Louisa Damego dla potrzeb parafii starokatolickiej, lecz dzieje jego powstania sięgają lat 60. XIX wieku. W 1860 roku została wzniesiona pierwsza w granicach ówczesnych Katowic świątynia rzymskokatolicka. Był to obiekt zbudowany w technice muru pruskiego i znajdował się w miejscu późniejszej siedziby Filharmonii Śląskiej im. H.M. Góreckiego w pobliżu placu Wolności. 
20 listopada 1870 roku konsekrowano kościół pw. Niepokalanego Poczęcia Najświętszej Maryi Panny, dlatego też tymczasowa świątynia straciła rację istnienia. W tym samym roku doszło do powstania Kościoła starokatolickiego, a mocno rozwijająca się gmina starokatolicka w Katowicach przejęła tymczasową świątynię rzymskokatolicką, nabywając ją za sumę 560 talarów. 22 lipca 1872 roku (bądź 23 lipca 1871 roku) odprawiono w nim pierwsze nabożeństwo starokatolickie.
W 1874 roku miasto Katowice przystąpiło do wytyczania placu Wolności i kościół starokatolików ze swego pierwotnego miejsca został przeniesiony na północ, na wolną parcelę w rejonie współczesnego skrzyżowania ulic F. Chopina i Sokolskiej. Z czasem okazało się, że i to miejsce nie było odpowiednie, a sam kościół nie był przewidziany do długiego użytkowania. Pod koniec XIX wieku został wzniesiony nowy obiekt w miejscu współczesnego kościoła pw. Przemienienia Pańskiego. W tym czasie gmina starokatolicka była nieliczna, dlatego powstała świątynia na 200 wiernych. Kościół ten uznawany był za przebudowaną formę pierwszego rzymskokatolickiego kościoła w Katowicach w jego ówczesnych granicach, lecz faktycznie jest to całkowicie odmienna świątynia.
Sytuacja starokatolików radykalnie się zmieniła po przyłączeniu części Górnego Śląska do Polski w 1922 roku. W lipcu 1938 roku wojewoda śląski Michał Grażyński przekazał parafii Mariackiej dotychczasową świątynię starokatolików. Nadano jej tytuł Przemienienia Pańskiego, a 15 marca 1940 roku powołano kurację. Pierwszym kuratusem, a później proboszczem parafii Przemienienia Pańskiego został ks. Henryk Proksch.
Kościół Przemienienia Pańskiego w styczniu 1945 roku został dotkliwie uszkodzony przez bombę lotniczą, dlatego też zaczęto odprawiać liturgię w gmachu Filharmonii Śląskiej. Nieużywana świątynia z biegiem czasu niszczała, a kolejne petycje w sprawie remontu bądź rozbudowy kościoła kierowane w latach 1953–1960 do Prezydium Wojewódzkiej Rady Narodowej w Katowicach były odrzucane bez uzasadnienia.
Remont kościoła przeprowadzono dopiero w 1960 roku z inicjatywy ks. Zygmunta Bauera, wykorzystując do celów liturgicznych barak nieopodal świątyni. 6 sierpnia 1973 roku, w święto Przemienienia Pańskiego biskup katowicki Herbert Bednorz poinformował parafian o zezwoleniu władz państwowych na rozbudowę kościoła. Zezwolenie to otrzymano 16 września i od razu przystąpiono do prac przygotowawczych, a w rozbudowę zaangażowano także parafian
Rozbudowa świątyni trwała etapami w latach 1975–1978. Pierwszy etap przebudowy obejmował wyburzenie murów absydy i zakrystii oraz wzniesienie w ich miejsce nowej nawy, prezbiterium i części mieszkalnej, a drugi obejmował rozbiórkę dachu i wieży kościoła, nadbudowę starych murów i pokrycie świątyni nowym dachem. Projekt pierwszego etapu przebudowy opracował Tadeusz Łobos, konstrukcję Franciszek Klimek, natomiast drugiego etapu Jan Głuch, konstrukcję Władysław Nowak, a kaplicę spowiedzi Jacek Machnikowski.
3 września 1978 roku przebudowany kościół pw. Przemienienia Pańskiego został poświęcony przez bpa Herberta Bednorza. 18 marca 1985 roku wydał on dekret potwierdzający fakt istnienia przy nim parafii Przemienienia Pańskiego.
W 1978 roku rozpoczęła się budowa organów przez Włodzimierza Truszczyńskiego. Zostały one poświęcone 6 sierpnia 1980 roku. We wnętrzu nad ołtarzem znajdowały się polichromie wykonane w 1986 roku według projektu Romana Nygi, a także stacje drogi krzyżowej projektu Jana Grabarza. W 1999 roku prace modernizacyjne kościoła rozpoczął ówczesny proboszcz parafii ks. Zenon Działach, a jego pracę kontynuował ks. Grzegorz Glenc. 21 czerwca 2007 roku poświęcono odnowiony ołtarz główny, w którym wmurowano kamień z góry Tabor.
26 sierpnia 2012 roku arcybiskup metropolita katowicki Wiktor Skworc przekazał parafię Przemienienia Pańskiego w ręce dominikanów wraz z umożliwieniem im posługi duszpasterskiej na jej terenie. Tego samego dnia dekretem generała zakonu o. Bruno Cadoré OP został erygowany w Katowicach Dom Przemienienia Pańskiego Polskiej Prowincji Zakonu Kaznodziejskiego.
W kwietniu 2019 roku katowiccy dominikanie opublikowali wizualizacje przewidzianego do remontu wnętrza kościoła, a 14 stycznia 2020 roku opublikowali oni nowe wizualizacje ze zmodyfikowaną koncepcją architektoniczną. Zaprojektowano wówczas wnętrza z bardzo prostą architekturą, bez ozdób i z dominacją bieli. Według założeń architektów miało ono być dopasowane do ducha, w jakim funkcjonuje zakon i do charakteru ich posługi. Nowe wizualizacje spotkały się z głosami krytyki z niektórych stron, dlatego też 27 stycznia 2020 roku odbyło się w kościele otwarte spotkanie poświęcone nowemu projektowi kościoła.
W maju 2022 roku Kuria Metropolitalna w Katowicach wyraziła zgodę na remont kościoła, a prace rozpoczęły się 20 czerwca tego samego roku. W ramach pierwszego etapu do końca 2022 roku wykonano ogrzewanie podłogowe, wylano nową posadzkę, pomalowano znaczą część kościoła i przebudowano prezbiterium, w którym pojawiło się nowe wyposażenie. W połowie czerwca 2023 roku rozpoczął się drugi etap remontu kościoła, w ramach którego wyłożono podłogi trawertynem raciszyńskim.

## Architektura

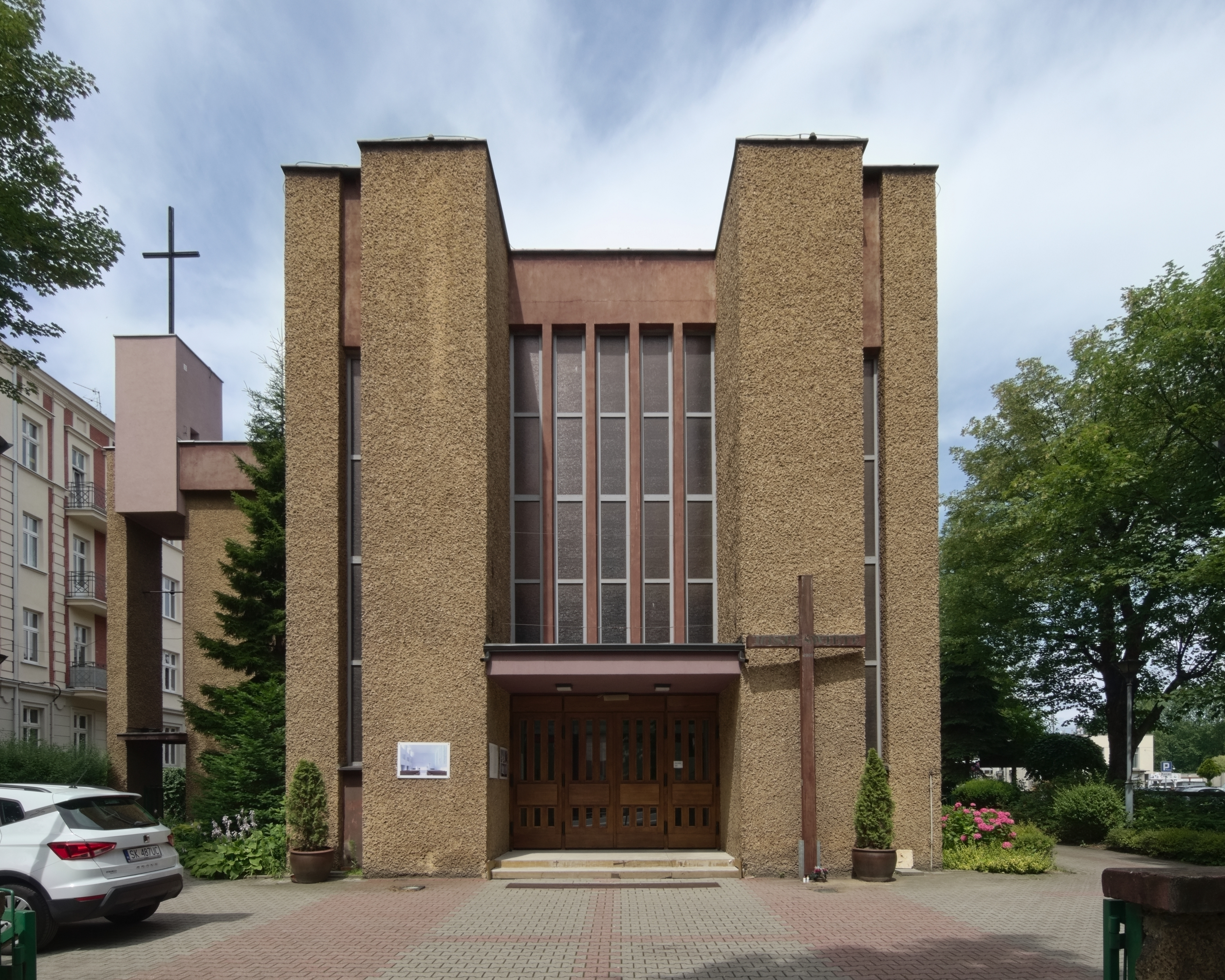
Fasada kościoła (2024)

Kościół Przemienienia Pańskiego położony jest przy ulicy Sokolskiej 12 w Katowicach, w narożniku przy skrzyżowaniu z ulicą A. Mickiewicza, na terenie dzielnicy Śródmieście. Nie jest on eksponowany i dodatkowo jest zasłonięty przez rosnące na placu kościelnym drzewa. Przed wejściem do świątyni znajduje się krzyż misyjny, a nieopodal ogrodzenia na cokole stoi figura Jezusa Chrystusa.
Bryła kościoła jest prosta i składa się z prostopadłościennych bloków z płaskimi elewacjami, odwołując się w ten sposób do architektury funkcjonalizmu. Wysokie okna świątyni oddzielone są lizenami, a ściany zostały wysmuklone za pomocą szczelin. Z pierwotnego kształtu kościoła z 1897 roku zostały natomiast tylko partie murów nawy. Powierzchnia zabudowy kompleksu kościelnego wynosi 660,79 m², a powierzchnia użytkowa 1 279,50 m² (w tym samego kościoła 837 m²).
Wnętrze kościoła utrzymywane jest w jasnych barwach. Posadzka wyłożona jest trawertynem raciszyńskim. W kościele znajdują się organy wybudowane przez organomistrza Włodzimierza Truszczyńskiego i jest to 21-głosowy instrument, którego dyspozycja i brzmienie nawiązują do epoki baroku.  
W bocznej części kościoła znajduje się kaplica Matki Boskiej Częstochowskiej.